# Shirāla
Shirāla är en ort i Indien.   Den ligger i delstaten Maharashtra, i den sydvästra delen av landet, 1 300 km söder om huvudstaden New Delhi. Shirāla ligger 608 meter över havet och antalet invånare är 28 000.
Terrängen runt Shirāla är platt, och sluttar söderut. Runt Shirāla är det ganska tätbefolkat, med 214 invånare per kvadratkilometer. Shirāla är det största samhället i trakten. Trakten runt Shirāla består till största delen av jordbruksmark.